# Thrixspermum pensile
Thrixspermum pensile är en orkidéart som beskrevs av Rudolf Schlechter. Thrixspermum pensile ingår i släktet Thrixspermum och familjen orkidéer. Inga underarter finns listade i Catalogue of Life.